# Mai 1973

## Évènements
- 2 mai : de violents combats opposent à Beyrouth l'armée libanaise et des fedayin palestiniens.

- 5 mai, France : manifestations pour le droit à l'avortement. Mouvement pour la liberté de l’avortement et de la contraception (MLAC).

- 6 mai : In Tam est nommé Premier ministre de la République khmère.

- 8 mai : les activistes indiens du Dakota du Sud déposent les armes et se rendent après un siège de 70 jours à Wounded Knee.

- 9 mai : l’Australie et la Nouvelle-Zélande déposent une plainte à la Cour internationale de Justice de La Haye contre les essais nucléaires français.

- 10 mai : création du Front Polisario au Sahara occidental.

- 11 mai : 
  - le Bundestag ratifie le traité normalisant les relations entre les deux Allemagne.
  - le nouveau Premier ministre des Pays-Bas, Joop den Uyl, entre en fonction.

- 13 mai (Rallye automobile) : arrivée du Rallye du Maroc.

- 14 mai  : lancement de la station spatiale Skylab.

- 17 mai : début des transmissions en direct sur les chaînes de télévisions américaines des auditions de la commission d'enquête sur le scandale du Watergate.

- 20 mai
  - Formule 1 : Grand Prix automobile de Belgique.
  - Motocyclisme :  Jarno Saarinen et Renzo Pasolini se tuent sur le circuit de Monza (Italie).

- 24 mai : percée de l’extrême droite au Royaume-Uni. Le British National Front obtient 16 % des voix à une élection partielle dans l’East End londonien[1].

- 26 mai : le commandant d'un contre-torpilleur grec et trente de ses officiers et marins débarquent en Italie, après s'être mutinés contre le régime militaire d'Athènes.

- 28 mai (Rallye automobile) : arrivée du Rallye de l'Acropole.

- 31 mai : le Sénat américain suspend les crédits finançant les opérations de bombardement au Cambodge.

## Technologie
- La société française R2E commercialise le premier micro-ordinateur: le Micral

## Culture
- Sortie du film Le Complot (film, 1973)
- Triptyque Mai-Juin 1973, triptyque de Francis Bacon
- Premier numéro de la revue Aeroplane Monthly.

## Naissances
- 2 mai : Florian Henckel von Donnersmarck, réalisateur allemand.
- 4 mai : Matthew Barnaby, joueur de hockey.
- 7 mai : Vassílios Zabélis, marathonien grec.
- 12 mai : Forbes March : acteur canadien.
- 14 mai : Nathalie Kosciusko-Morizet, femme politique française, ministre.
- 17 mai :
  - Sasha Alexander, actrice américaine.
  - Joshua Homme, chanteur guitariste américain.
  - Gérald Dahan, humoriste, imitateur, animateur de radio et acteur français.
- 20 mai : Elsa, chanteuse française.
- 21 mai : Nadia Khiari, Artiste peintre tunisienne.
- 22 mai : Thomas Taylor, écrivain et illustrateur britannique.
- 23 mai : Juan José Padilla, matador espagnol.
- 24 mai : Karim Alami, joueur de tennis portugais.
- 29 mai : P. Ramlee, acteur et chanteur malaisien

## Décès
- 1er mai : Asger Jorn, peintre danois (° 3 mars 1913).
- 4 mai : Leslie Frost, premier ministre de l'Ontario.
- 19 mai : Léon Louyet, coureur cycliste belge (° 7 juillet 1906).
- 20 mai :
  - Renzo Pasolini, pilote motocycliste (° 1938).
  - Jarno Saarinen, pilote motocycliste (° 1945).
- 23 mai : Kenneth Allott, poète et universitaire Anglo-Irlandais (° 29 août 1912).
- 29 mai : P. Ramlee, acteur, réalisateur et musicien malaisien (° 22 mars 1929).